# Carmen Gloria Valladares
Lily Carmen Gloria Valladares Moyano (Antofagasta, 1954) es una abogada chilena, secretaria relatora del Tribunal Calificador de Elecciones desde 1999. El 4 de julio de 2021 fue la presidenta accesitaria de la Convención Constitucional de Chile.

## Familia y estudios
Es la hija única del matrimonio conformado por Justo Valladares Orellana y Lily Moyano Álvarez, ambos profesores. Por su lado materno, es sobrina nieta de Gabriela Mistral.
Estudió en el British School y egresó de cuarto medio del Colegio Inglés San José de Antofagasta; pertenece a la promoción 1972. Posteriormente ingresó a la Pontificia Universidad Católica de Chile, donde estudió derecho con profesores como Hernán Larraín y Arturo Aylwin. Se tituló como abogada. Posee un postítulo en derecho constitucional.

## Carrera judicial
Ingresó al Poder Judicial en 1984, como secretaria del ministro Israel Bórquez. Entró a trabajar al Tribunal Calificador de Elecciones (Tricel) en 1987, participando en los preparativos del plebiscito nacional que se realizó al año siguiente en Chile. En 1999 asumió como secretaria relatora de la institución. Tras un breve período en que desempeñó la misma función en el Tribunal Constitucional de Chile, regresó en 2012 al Tricel. Integra la Asociación de Magistradas de las Américas. Posee amplia experiencia en materias de justicia electoral, siendo integrante de misiones internacionales de observación electoral en varios países de América Latina.
En 2021 el presidente Sebastián Piñera le designó la tarea de encabezar la ceremonia de instalación de la Convención Constitucional de Chile, lo que sucedió el 4 de julio de ese año, permaneciendo como su presidenta accesitaria hasta la asunción de la primera presidenta electa, Elisa Loncón, aquella misma tarde.
El 10 de enero de 2022 participó, en su calidad de jueza relatora del Tricel, de la proclamación oficial de Gabriel Boric como presidente electo para el período 2022-2026.

## Publicaciones
- El voto de los nacionales en el extranjero. Instituto Federal Electoral (México), 1998.